# Nati nel 1941/Dicembre
| Questa pagina contiene informazioni ricavate automaticamente dalle voci biografiche con l'ausilio del template Bio e di un bot. L'aggiornamento è periodico e automatico e ricostruisce completamente la pagina. Se manca una persona in questa lista, sei pregato di non aggiungerla, ma accertati piuttosto che la sua voce biografica contenga il template Bio e che i dati anagrafici siano correttamente compilati. Se il template Bio manca, inseriscilo tu stesso o, in alternativa, metti l'avviso {{tmp\|Bio}} che ne segnala la mancanza. Se i dati riportati sono sbagliati, correggi direttamente la voce biografica; le modifiche saranno visibili in questa lista entro pochi giorni. Per chiarimenti vedi il progetto biografie. La lista contiene solo le 190 persone che sono citate nell'enciclopedia e per le quali è stato implementato correttamente il template Bio. Pagina aggiornata al 2 giu 2025. |

- 1º dicembre - Franco Di Giuseppe, politico italiano († 2021)
- 1º dicembre - Federico Faggin, fisico, inventore e imprenditore italiano
- 1º dicembre - José Antonio Latorre, ex calciatore spagnolo
- 1º dicembre - Jesús Moncada, scrittore spagnolo († 2005)
- 1º dicembre - Guido Peruz, pittore e collezionista d'arte italiano
- 2 dicembre - Henri Augé, ex calciatore francese
- 2 dicembre - Sergej Petrovič Banevič, compositore sovietico
- 2 dicembre - Giuseppe Caforio, politico italiano
- 2 dicembre - Mario Del Monte, politico italiano († 1994)
- 2 dicembre - Mike England, ex calciatore e allenatore di calcio gallese
- 2 dicembre - Sugar Ramos, pugile cubano († 2017)
- 3 dicembre - Walter George Alton, attore statunitense
- 3 dicembre - Giuseppe De Lutiis, sociologo e storico italiano († 2017)
- 3 dicembre - Aniello Montano, storico italiano († 2015)
- 3 dicembre - Terrence Roberts, attivista statunitense
- 3 dicembre - Edoardo, principe di Anhalt, principe tedesco
- 4 dicembre - François Barcelo, pubblicitario e scrittore canadese († 2025)
- 4 dicembre - Raul Blanco, allenatore di calcio e ex calciatore argentino
- 4 dicembre - Arild Gulden, calciatore norvegese († 2024)
- 4 dicembre - Marty Riessen, ex tennista statunitense
- 4 dicembre - Giovanni Tonucci, arcivescovo cattolico italiano
- 4 dicembre - Javier Valdivia, ex calciatore messicano
- 4 dicembre - Isamu Yamaguchi, ex cestista giapponese
- 5 dicembre - Péter Balázs, politico, diplomatico e economista ungherese
- 5 dicembre - Giorgio Favretto, attore, doppiatore e direttore del doppiaggio italiano († 2025)
- 6 dicembre - Klemens Großimlinghaus, ciclista su strada e pistard tedesco († 1991)
- 6 dicembre - Heinz Gstrein, orientalista e teologo austriaco († 2023)
- 6 dicembre - Bertrand Halperin, fisico statunitense
- 6 dicembre - Bruce Nauman, fotografo, incisore e scultore statunitense
- 6 dicembre - John Nelson, direttore d'orchestra statunitense († 2025)
- 6 dicembre - Ray Perkins, giocatore di football americano e allenatore di football americano statunitense († 2020)
- 6 dicembre - Leon Russom, attore statunitense
- 6 dicembre - Richard Speck, assassino statunitense († 1991)
- 6 dicembre - Bill Thomas, politico statunitense
- 7 dicembre - Mane Bajić, allenatore di calcio e calciatore jugoslavo († 1994)
- 7 dicembre - Noel Carroll, mezzofondista irlandese († 1998)
- 7 dicembre - Melba Pattillo Beals, attivista e giornalista statunitense
- 7 dicembre - Gilberto Rodríguez Pérez, calciatore spagnolo († 2018)
- 7 dicembre - Johnny Schuth, ex calciatore francese
- 8 dicembre - Viktor Aničkin, calciatore sovietico († 1975)
- 8 dicembre - Bob Brown, giocatore di football americano statunitense († 2023)
- 8 dicembre - Innocenzo Cipolletta, economista e dirigente d'azienda italiano
- 8 dicembre - Ángel García Lucas, ex cestista portoricano
- 8 dicembre - Geoff Hurst, ex calciatore e allenatore di calcio britannico
- 8 dicembre - Valentin-Yves Mudimbe, poeta, scrittore e filosofo della Repubblica Democratica del Congo († 2025)
- 8 dicembre - Günter Pröpper, ex calciatore tedesco
- 8 dicembre - Karlo Stipanić, ex pallanuotista jugoslavo
- 9 dicembre - Candido Beretta, calciatore italiano († 2003)
- 9 dicembre - Beau Bridges, attore e regista statunitense
- 9 dicembre - Wolfgang Danne, pattinatore artistico su ghiaccio tedesco († 2019)
- 9 dicembre - Charles DeLisi, genetista statunitense
- 9 dicembre - Christine Delphy, sociologa francese
- 9 dicembre - Dan Hicks, cantautore e chitarrista statunitense († 2016)
- 9 dicembre - Iwao Horiuchi, lottatore giapponese († 2015)
- 9 dicembre - Harvey Kushner, politologo statunitense
- 9 dicembre - Yoshiko Matsumura, pallavolista giapponese
- 9 dicembre - Allan Folsom, scrittore e sceneggiatore statunitense († 2014)
- 10 dicembre - Franco Ambrosetti, trombettista e compositore svizzero
- 10 dicembre - Nico D'Alessandria, regista e sceneggiatore italiano († 2003)
- 10 dicembre - Fionnula Flanagan, attrice irlandese
- 10 dicembre - Peter Michael Goetz, attore e regista statunitense
- 10 dicembre - Tommy Kirk, attore statunitense († 2021)
- 10 dicembre - Boris Kušner, matematico, poeta e saggista russo († 2019)
- 10 dicembre - James Martorano, mafioso statunitense
- 10 dicembre - Tommy Rettig, attore, informatico e programmatore statunitense († 1996)
- 10 dicembre - Peter Sarstedt, cantautore britannico († 2017)
- 10 dicembre - Chad Stuart, cantante, doppiatore e attore britannico († 2020)
- 11 dicembre - Cristina Annino, scrittrice, poetessa e pittrice italiana († 2022)
- 11 dicembre - Max Baucus, politico statunitense
- 11 dicembre - Robert Fellowes, barone Fellowes, banchiere britannico († 2024)
- 11 dicembre - Jean-Paul Parisé, hockeista su ghiaccio e allenatore di hockey su ghiaccio canadese († 2015)
- 12 dicembre - Bill Chmielewski, ex cestista statunitense
- 12 dicembre - Vittorio Crociara, calciatore, allenatore di calcio e dirigente sportivo italiano († 2023)
- 12 dicembre - Tom Edlefsen, ex tennista statunitense
- 12 dicembre - Giovanna Gagliardo, regista, giornalista e sceneggiatrice italiana
- 12 dicembre - Tim Hauser, cantante, produttore discografico e arrangiatore statunitense († 2014)
- 12 dicembre - Nikolaj Osjanin, calciatore sovietico († 2022)
- 12 dicembre - Vitalij Solomin, attore russo († 2002)
- 12 dicembre - Giancarlo Zanetti, attore e direttore artistico italiano
- 13 dicembre - Lucio Cortese, fisarmonicista e compositore italiano
- 13 dicembre - John Howard Dalton, politico statunitense
- 13 dicembre - John Davidson, attore, cantante e showman statunitense
- 13 dicembre - Laura Ranwell, nuotatrice sudafricana
- 13 dicembre - Rüdiger Wolfrum, giurista tedesco
- 14 dicembre - Karan Armstrong, soprano statunitense († 2021)
- 14 dicembre - Ed Chynoweth, dirigente sportivo canadese († 2008)
- 14 dicembre - Jiménez, calciatore spagnolo († 2021)
- 14 dicembre - Iván Menczel, calciatore ungherese († 2011)
- 14 dicembre - Humberto Solás, regista e sceneggiatore cubano († 2008)
- 14 dicembre - Ellen Willis, saggista, critica musicale e giornalista statunitense († 2006)
- 15 dicembre - Jorma Kinnunen, giavellottista finlandese († 2019)
- 15 dicembre - Maria Lenti, poetessa e politica italiana
- 15 dicembre - José Antonio Zaldúa, calciatore spagnolo († 2018)
- 15 dicembre - Bijan Zarmandili, scrittore e giornalista italiano († 2018)
- 16 dicembre - Lucio Bianco, ingegnere italiano
- 16 dicembre - Aloisio Costantino di Löwenstein-Wertheim-Rosenberg, imprenditore e avvocato tedesco
- 16 dicembre - Vittorio Mezzogiorno, attore italiano († 1994)
- 16 dicembre - Guido Anton Muss, scultore italiano († 2003)
- 16 dicembre - Giulio Quercini, politico italiano († 2023)
- 16 dicembre - Peter Rock, calciatore tedesco orientale († 2021)
- 16 dicembre - Lesley Stahl, giornalista statunitense
- 16 dicembre - Kent R. Weeks, egittologo statunitense
- 17 dicembre - Marie-Chantal Demaille, schermitrice francese († 2025)
- 17 dicembre - Gilbert Gress, allenatore di calcio e ex calciatore francese
- 18 dicembre - Carlo Bixio, produttore televisivo italiano († 2011)
- 18 dicembre - Jim Davis, cestista e allenatore di pallacanestro statunitense († 2018)
- 18 dicembre - Jack C. Haldeman II, scrittore di fantascienza statunitense († 2002)
- 18 dicembre - Jos Huysmans, ciclista su strada, pistard e dirigente sportivo belga († 2012)
- 18 dicembre - Jan Kowalczyk, cavaliere polacco († 2020)
- 18 dicembre - Joan Wallach Scott, storica statunitense
- 18 dicembre - Philipp Sonntag, attore, regista e sceneggiatore tedesco
- 18 dicembre - William di Gloucester, principe britannico († 1972)
- 19 dicembre - Lee Myung-bak, politico sudcoreano
- 19 dicembre - Simona Marchini, attrice, conduttrice televisiva e comica italiana
- 19 dicembre - Piero Pellicini, politico italiano († 2012)
- 19 dicembre - Maurice White, cantautore, musicista e produttore discografico statunitense († 2016)
- 20 dicembre - Věra Koťátková, ex cestista cecoslovacca
- 20 dicembre - Luciano Sgheiz, ex canottiere italiano
- 20 dicembre - Dave Stallworth, cestista statunitense († 2017)
- 21 dicembre - Radoslav Bečejac, ex calciatore jugoslavo
- 21 dicembre - Mario Cipollato, ex calciatore italiano
- 21 dicembre - Gianpaolo Fontana, ex calciatore italiano
- 21 dicembre - Nobuo Kaihō, cestista, allenatore di pallacanestro e dirigente sportivo giapponese († 2015)
- 21 dicembre - Jared Martin, attore statunitense († 2017)
- 21 dicembre - Graeme Segal, matematico britannico
- 21 dicembre - Song Sang-hyun, giudice sudcoreano
- 21 dicembre - Christine Spielberg, ex discobola tedesca
- 21 dicembre - Tibor Vigh, ex calciatore ungherese
- 22 dicembre - Bruno Dettori, politico italiano († 2020)
- 22 dicembre - Peter Helm, attore canadese
- 22 dicembre - Edward Ott, fisico statunitense
- 22 dicembre - Jens Petersen, allenatore di calcio e calciatore danese († 2012)
- 22 dicembre - Lanna Saunders, attrice statunitense († 2007)
- 22 dicembre - Werner Schaaphok, ex calciatore olandese
- 22 dicembre - M. Stanley Whittingham, chimico britannico
- 22 dicembre - Roberto Zaccaria, politico, dirigente pubblico e funzionario italiano
- 23 dicembre - Ron Bushy, batterista e designer statunitense († 2021)
- 23 dicembre - Joseph Coleman Carter, storico e scrittore statunitense
- 23 dicembre - Freddie Crawford, ex cestista statunitense
- 23 dicembre - Henri Duparc, regista e sceneggiatore guineano († 2006)
- 23 dicembre - Thierno Faty Sow, regista, sceneggiatore e attore senegalese († 2009)
- 23 dicembre - Tim Hardin, cantautore statunitense († 1980)
- 23 dicembre - Kim Seungok, scrittore, sceneggiatore e regista cinematografico sudcoreano
- 23 dicembre - Sylvia Lewis, nuotatrice britannica
- 23 dicembre - Serge Reding, sollevatore belga († 1975)
- 24 dicembre - David Arkin, attore statunitense († 1991)
- 24 dicembre - Michael Billington, attore britannico († 2005)
- 24 dicembre - Howden Ganley, pilota di Formula 1 neozelandese
- 24 dicembre - Gianfranco Gorgoni, fotografo italiano († 2019)
- 24 dicembre - Ana Maria Machado, scrittrice e giornalista brasiliana
- 24 dicembre - Manfred Schurti, pilota automobilistico liechtensteinese
- 24 dicembre - Andrzej Wojciech Suski, vescovo cattolico e docente polacco
- 24 dicembre - Miguel Ángel Tábet, presbitero, teologo e biblista venezuelano († 2020)
- 25 dicembre - John Capodice, attore statunitense († 2024)
- 25 dicembre - Ronnie Cuber, sassofonista statunitense († 2022)
- 25 dicembre - Arthur Defensor Sr., politico filippino
- 25 dicembre - Noël Le Graët, imprenditore, dirigente sportivo e politico francese
- 25 dicembre - Dave Parks, giocatore di football americano statunitense († 2019)
- 25 dicembre - Don Pullen, pianista statunitense († 1995)
- 25 dicembre - Guido Reybrouck, ex ciclista su strada belga
- 25 dicembre - Paolo Rizzatto, architetto, designer e imprenditore italiano
- 26 dicembre - Michele Benedetto, ex calciatore e allenatore di calcio italiano
- 26 dicembre - Klaus-Michael Bonsack, slittinista tedesco orientale († 2023)
- 26 dicembre - Park Sin-ja, ex cestista sudcoreana
- 26 dicembre - Mike Ryan, ex maratoneta neozelandese
- 26 dicembre - Daniel Schmid, regista svizzero († 2006)
- 26 dicembre - Ada Maria Serra Zanetti, doppiatrice e direttrice del doppiaggio italiana
- 27 dicembre - Miles Aiken, ex cestista e allenatore di pallacanestro statunitense
- 27 dicembre - Michael Pinder, musicista, tastierista e cantante britannico († 2024)
- 27 dicembre - Nolan Richardson, ex cestista e allenatore di pallacanestro statunitense
- 27 dicembre - Zafrullah Chowdhury, attivista, politico e medico bangladese († 2023)
- 28 dicembre - Décio Randazo Teixeira, calciatore brasiliano († 2000)
- 28 dicembre - Teruo Higa, agronomo e microbiologo giapponese
- 28 dicembre - Anna Malvica, attrice e cantante italiana
- 28 dicembre - Georges Vandenberghe, ciclista su strada belga († 1983)
- 29 dicembre - Daphne Arden, ex velocista britannica
- 29 dicembre - Giovanni Gallavotti, fisico e matematico italiano
- 29 dicembre - Borys Hudyma, diplomatico ucraino
- 29 dicembre - Adam Kuper, antropologo britannico
- 29 dicembre - Tarita Teriipia, attrice francese
- 29 dicembre - Ray Thomas, flautista e cantante britannico († 2018)
- 29 dicembre - Paolo Toth, scienziato e ingegnere italiano
- 30 dicembre - Franne Lee, costumista e pittrice statunitense († 2023)
- 30 dicembre - Bruno Parma, scacchista e giornalista sloveno
- 30 dicembre - Mel Renfro, ex giocatore di football americano statunitense
- 31 dicembre - Abdel Rahman Amin, pallanuotista egiziano († 2011)
- 31 dicembre - Hugo Berly, calciatore cileno († 2009)
- 31 dicembre - Sean S. Cunningham, regista, produttore cinematografico e sceneggiatore statunitense
- 31 dicembre - Alex Ferguson, ex calciatore e allenatore di calcio scozzese
- 31 dicembre - Sarah Miles, attrice britannica